# Pedro Vega Granillo
Pedro Vega Granillo (n. 1959) es un pianista y catedrático universitario mexicano nacido en Hermosillo, Sonora. 

## Carrera musical
Inició su carrera musical a los diez años estudiando primero con Matilde Katase y posteriormente con Emiliana de Zubeldía, en esta época comenzó a demostrar sus aptitudes. Debutó en un concierto en el Palacio de Bellas Artes en la Ciudad de México en 1980, tocando las complicadas piezas de Zubeldía y otras obras clásicas. Su éxito en Bellas Artes lo motivó realizar estudios universitarios de piano.

## Premios
Ganó el primer lugar en el Segundo Concurso Nacional de Piano en 1987 y debutó con la Orquesta Sinfónica del Estado de México en 1988. Además de sus presentaciones, Vega inició un trío clásico de piano, violín y violonchelo en la Universidad de Sonora, institución donde también imparte cátedra. En mayo de 2011, recibió la medalla «Emiliana Zubeldía», entregada por la fundación del mismo nombre y el ayuntamiento de la ciudad de Hermosillo, como muestra del reconocimiento a su talento.